# Chubby Checker
Chubby Checker, vlastním jménem Ernest Evans (* 3. října 1941), je americký rock’n’rollový zpěvák, který se nejvíce proslavil svojí skladbou „The Twist“ z roku 1960, touto skladbou velmi zpopularizoval také tanec „Twist“.
Narodil se ve „Spring Gulley“ v Jižní Karolíně a vyrostl v Jižní Philadelphii v Pennsyslvanii, kde také chodil na střední školu společně s Frankie Avalonem a Fabianem. V roce 1964 si vzal Nizozemku Catharinu Lodders, která byla Miss Universe v roce 1962.

## Sláva
„The Twist“ (který byl původně vedlejší R&B hit autora Hanka Ballarda) se stal tak populární, že mu publikum často ani nedovolilo zpívat jiný druh hudby. Je to jediný zpěvák, který měl pět alb najednou v Top12. Chubby změnil mnohým způsob, jakým se tančí na hudbu od roku 1959.
Checker měl několik hitů až do poloviny šedesátých let. Ale změny ve vkusu posluchačů ukončily jeho kariéru v roce 1965. Strávil zbytek šedesátých let nahráváním a turné po Evropě. Přestože v sedmdesátých letech mladí už upustili od tohoto tanečního typu hudby, Chubby se navždy zapsal do historie jako jeden z důležitých osobností Rock’n’rollu.

## Pozdější léta
Materiál, který nahrál během největší slávy v šedesátých letech pro Cameo-Parway Records, se začátkem sedmdesátých let stal nedostupným. Nic z toho nebylo dostupné na CD až do roku 2005. Navzdory jeho negativnímu pohledu na jeho největší hit mu v osmdesátých letech obnovil slávu, když nahrál novou verzi „The Twist“ (vydanou v r. 1987) s rapovým triem The Fat Boys. Checker ho také zpíval v reklamě začátkem devadesátých let. Potom si otevřel vlastní restaurant, který dodnes[zdroj?] vede a také dodnes zpívá.

## Hity
- "The Class"
- "Jingle Bell Rock" (s Bobbym Rydellem)
- "The Twist"
- "Slow Twistin'"
- "Pony Time"
- "Let's Twist Again"
- "Limbo Rock"
- "Dancin' Party"